# Гарнцевый сбор
Гарнцевый сбор (от  слова «гарнец») или Отмер, в УССР — мерчук, — отчисление в пользу владельца мельницы определенной части сданного зерна в качестве платы за перемол. Позднее (после 1930 года) — плата за помол и переработку в крупу зерна, за обдир риса, взимаемая в натуральной форме всеми государственными, кооперативными и колхозными мельницами и крупорушками.

## История
Обычай уплаты за помол зерном возник ещё в период натурально-хозяйственных отношений и сохранился в России до самой революции 1917 года. В период военного коммунизма уплата зерном за помол была установлена правительством, причём весь гарнцевый сбор должен был сдаваться мельницами органам Наркомпрода. С переходом к НЭПу формальное обязательство натуральной оплаты помола отпало, но фактически денежная оплата не привилась.
В 1928 году СНК СССР вновь узаконил натуральную оплату помола для всех без исключения мельниц (постановления от 25 сентября и 2 октября). Владельцы и арендаторы мельниц были обязаны весь поступающий к ним гарнцевый сбор сдавать по конвенционным ценам определенным государственным и кооперативным органам. Размеры взимания гарнцевого сбора были установлены от 5 до 10 % (2—4 фунта за перемол 1 пуда зерна). При ежегодном перемоле крестьянами около 25 млн. т своего зерна гарнцевый сбор давал 2—2,5 млн т. Поступление гарнцевого сбора имело большое значение для пополнения плановых хлебных ресурсов. Часть гарнцевого сбора выделялось для снабжения деревенской бедноты. В январе 1929 года вводилась «натуральная оплата» за переработку маслосемян. Со второй половины 1929 года проведение гарнцевого сбора регулировалось постановлениями ЦИК и СНК СССР от 17 июля 1929 года, СНК РСФСР от 6 августа 1929 года. Несдача гарнца наказывалась в административном и уголовном порядке. Частные предприятия, «злостно» закрытые их собственниками «в целях уклонения от сдачи гарнцевого сбора», подлежали конфискации.
В 1928-1929 годах по СССР собрали 1 439 648 тонн зернового гарнцевого сбора, 1929-1930 — 2 300 447 тонн, 1930-1931 — 2 319 532 т (из них УССР 440 480, 736 459 и 753 788 т, соответственно). До 1933 года он был одним из основных источников зерна для внутриреспубликанского обеспечения городского населения. Так, в частности, снижение поступления гарнцевого сбора вызвало проблемы с обеспечением рабочих по карточкам и местами голод зимой 1932 и 1933 годов в части городов УССР.
Отменён с 1 июля 1940 года и вновь введён после начала Великой Отечественной войны.